# Buffalo Bill State Park

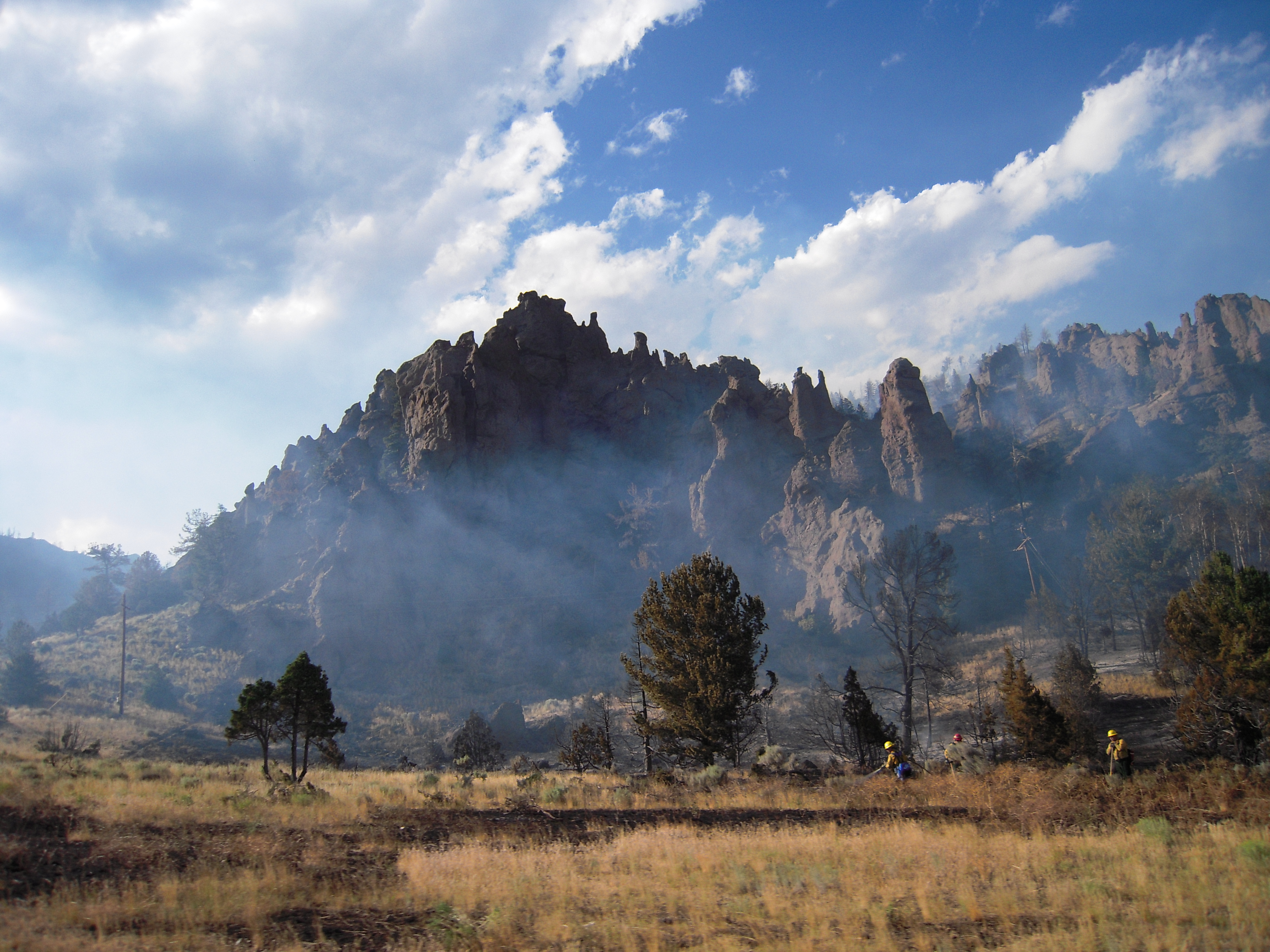
Kleines Lauffeuer im Buffalo Bill State Park

Der Buffalo Bill State Park ist ein State Park in der Nähe der Ortschaft Cody im Park County, östlich des Yellowstone-Nationalparks im US-Bundesstaat Wyoming. Zentrum des Parks ist das Buffalo Bill Reservoir, ein Wasserreservoir am Shoshone River. Benannt ist der Park nach William Frederick Cody, besser bekannt als Buffalo Bill.

## Geschichte
William Cody hielt sich seit den 1870er Jahren in der Region um die heutige Ortschaft Cody auf, die er 1896 gründete. 1905 begann die Arbeit am Staudamm auf einem Grundstück, das die US-Bundesregierung teilweise von William Cody erworben hatte. Die Arbeiten am Damm dauerten bis 1910. Der Damm war damals mit rund 100 Metern der weltweit Höchste. Das gestaute Wasser wurde zur Bewässerung und seit 1922 zur Stromerzeugung genutzt.
1957 wurde die touristische Infrastruktur entlang des Ufers des Stausees ausgebaut und der State Park gegründet. Ab 1985 wurde der Damm um knapp 8 Meter erhöht und damit auch das Wasserreservoir um 260.000 Acre-feet vergrößert. Als Folge daraus musste die touristische Infrastruktur an der erweiterten Uferlinie neu angelegt werden, dies dauerte bis 1993. Ebenfalls 1993 wurde ein privat betriebener Visitor Center eröffnet.

## Touristische Nutzung
Der Buffalo Bill State Park bietet vor allem Erholungsmöglichkeiten im und am Wasser: Fischen, Bootsfahren, Wandern und Kampieren. Übernachtungsmöglichkeiten stehen in zwei Campingplätzen zur Verfügung. Der Park ist über den U.S. Highway 20 erreichbar.